# Диано-д’Альба
Диано-д’Альба (итал. Diano d'Alba) — коммуна в Италии, располагается в регионе Пьемонт, в провинции Кунео.
Население составляет 3225 человек (2008), плотность населения составляет 190 чел./км². Занимает площадь 17 км². Почтовый индекс — 12055. Телефонный код — 0173.
Покровителем коммуны почитается святой Иоанн Предтеча, празднование 24 июня.

## Города-побратимы
- Диано-Марина, Италия (2007)
- Неуль, Франция (2007)
- Доленья-дель-Коллио, Италия (2007)

## Администрация коммуны
- Официальный сайт: http://www.diano.it/